# Acutitornus kalahariensis
Acutitornus kalahariensis är en fjärilsart som beskrevs av Antonius Johannes Theodorus Janse 1958. Acutitornus kalahariensis ingår i släktet Acutitornus och familjen stävmalar. Inga underarter finns listade i Catalogue of Life.